# Marvin Angulo
Pour les articles homonymes, voir Angulo.
Marvin Angulo est un footballeur costaricien né le 30 septembre 1986.
Il joue actuellement pour le Deportivo Saprissa dans le Primera División de Costa Rica.

## Carrière

### Carrière en club
- 2006-sep. 2009 :  CS Herediano (60 matches ; 14 buts)
- sep. 2009-2011 :  Melbourne Victory
- 2011-déc. 2012 :  CS Herediano
- jan. 2013-déc. 2013 :  CS Uruguay de Coronado
- depuis jan. 2014 :  Deportivo Saprissa[1]

### Carrière internationale
Angulo fait deux apparitions avec l'équipe du Costa Rica.
Sa première sélection a lieu le 22 août 2007 lors d'un match contre l'équipe du Pérou.